# レジナ・エレナ級戦艦
レジーナ・エレーナ級戦艦 (Corazzate della Classe Regina Elena) はイタリア海軍が建造した最後の準弩級戦艦である。

## 概要
本級はヴィットリオ・クニベルティ造船士官の設計により､故ベネデット・ブリンがデザインした30.5cm砲2門・20.3cm砲12門のコンセプトを実現した艦である。新型機関を採用して23ノットの速力を発揮した｡第一次世界大戦時に本級はベンガジ砲撃、ダーダネルス砲撃・ロードス島攻略作戦などに参加した。

## 艦形

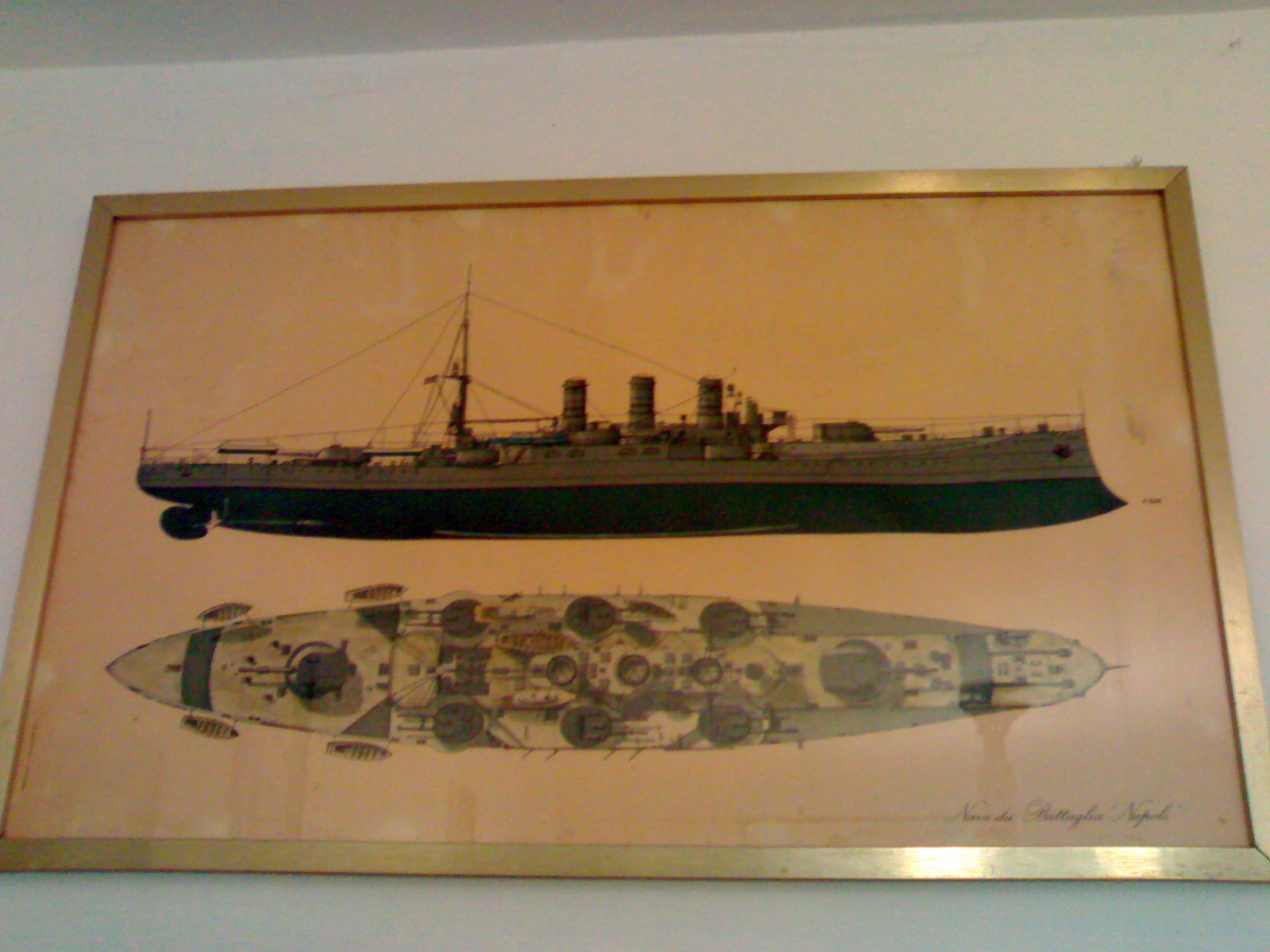
就役時の本級の武装・装甲配置を示した図。

本級は前級までの平甲板型と異なり、本級は乾舷の高い長船首楼型船体を採用している。艦首水面下に衝角を持ち、艦首甲板は左右の副砲の射界を得るために左右の幅が狭く取られている。その前部甲板上に前向きに「30.5cm（40口径）砲」を単装式砲塔に収めて1基を配置。
その背後に司令塔が立ち、その上部に両側に船橋（ブリッジ）を持つ艦橋を基部として簡素な単脚式の前部マストが立つ。船体中央部には等間隔に並んだ3本煙突が立つ。煙突の周囲には艦内への吸気用として筒状の通風筒が立ち並ぶ。煙突の周囲は艦載艇置き場となっており、前後のマストの基部に1基ずつ付いたジブ・クレーンにより運用された。艦載艇置き場の後方に後部マストと後部艦橋が配置された所で船首楼は終了し、後部甲板上に2番30.5cm主砲塔が後向きに1基が配置された。
左右の舷側甲板は船首楼甲板から一段分下がって、前部単脚檣の左右に20.3cm連装砲が左右1基、その背後から甲板が一段分上がって中央部に20.3cm連装砲が左右1基、そして後部単脚檣の側面から甲板一段分下がって後部甲板上に20.3cm連装砲が左右1基ずつ後ろ向きに配置された。この武装配置により前後方向に最大30.5cm砲1門、20.3cm砲8門が指向でき、左右方向に最大30.5cm砲2門、20.3cm砲6門を指向できた。
艦尾の楕円形の主舵とは別に、艦首から約30m後方の水線下に引き込み式の副舵を設置して操舵性を上げていた。

## 武装

### 主砲

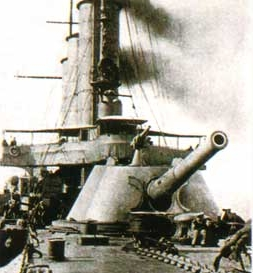
写真はヴィットリオ・エマヌエーレ。単装式の主砲塔の天蓋上にあるのは7.6cm単装速射砲。

主砲は前級に引き続きイギリスのアームストロング社の開発の「1908年型 30.5cm（40口径）ライフル砲」を採用した。その性能は重量417kgの砲弾を、最大仰角20度で20,000mまで届かせられる性能であった。この砲を楔形の単装砲塔に2基が配置された。砲架の俯仰能力は仰角20度・俯角5度である。旋回角度は左右150度の旋回角度を持つ、主砲身の俯仰・砲塔の旋回・砲弾の揚弾・装填は補助に人力を必要とした。発射速度は毎分1発であった。

### その他の備砲・水雷兵装

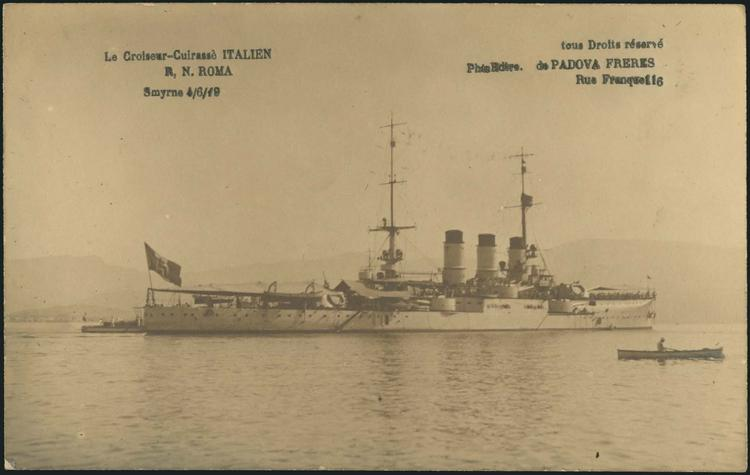
写真はローマ。本級は舷側に20.3cm連装砲塔3基を配置していた。

副砲はイギリスのアームストロング社の開発の「1900年型 20.3cm（45口径）速射砲」を採用した。その性能は116kgの砲弾を、最大仰角30度で18,000mまで届かせられた。この砲を連装砲塔に収めて舷側配置で片舷3基ずつ計6基をした。俯仰能力は仰角30度・俯角5度である。旋回角度は150度の旋回角度を持つ。砲架の俯仰・旋回・砲弾の揚弾・装填は主に人力を必要とした。発射速度は1分間に2発であった。
他に対駆逐艦迎撃用に「アームストロング 7.6cm（40口径）速射砲」を単装砲架で16基、オチキス 4.7cm（43口径）単装機砲を2基とオチキス 3.7cm（23口径）五連装ガトリング砲2基を搭載した。近接火器としてハイラム・マキシム10mm機銃2丁搭載した。他に対艦攻撃用に45.7cm魚雷発射管を単装で計4門搭載した。配置は1番副砲の水線上に水上魚雷発射管を片舷1門ずつと水線下に水中魚雷発射管を片舷1門ずつを配置した。

## 防御

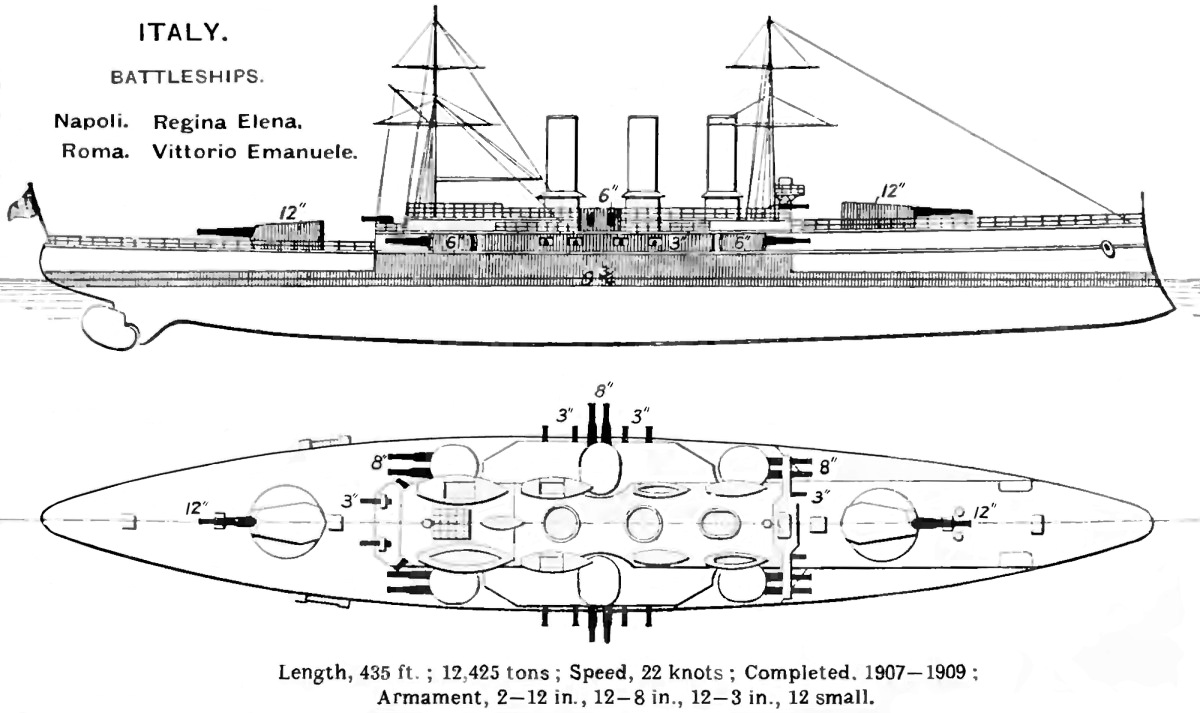
1912年の本級の武装・装甲配置を示した図。

前級で防御力に欠けていた反省から、本級は他国戦艦に引けを取らない標準的な防御力とされた。防御装甲は国産のテルニ社のハーヴェイ・ニッケル鋼を採用した。舷側装甲は艦首と艦尾部は100mm、中央水線部に250mmの装甲が貼られ、主甲板は100mmであった。砲塔の前盾も250mmで副砲塔は150mmであった。

## 機関

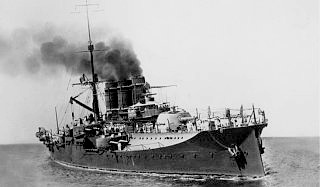
写真はナポリ

本級のボイラーは機関室の前部に28基が集中して搭載され、ボイラー室は2枚の横隔壁で3室に分かれていた。推進機関は直立型三段膨張式レシプロ機関2基2軸推進であった。ボイラーの形式は性能比較のために各艦とで異なった種類の機関を搭載した。「レジナ・エレナ」と「ヴィットリオ・エマニュエレ」はベルヴィール式石炭専焼水管缶28基。「ローマ」と「ナポリ」はバブコック&ウィルコックス式石炭専焼水管缶であるがボイラー数が異なり「ナポリ」は22基で「ローマ」は18基であった。
各艦の機関の差異は以下の通り
| 艦名                       | 最大出力 | 最大速力   | 航続距離            | 燃料量    |
| -------------------------- | -------- | ---------- | ------------------- | --------- |
| レジナ・エレナ             | 19,299hp | 20.8ノット | 10ノット/10,000海里 | 2,276トン |
| ヴィットリオ・エマニュエレ | 19,424hp | 21.4ノット | ←                   | ←         |
| ローマ                     | 21,968hp | ←          | 10ノット/9,000海里  | 2,162トン |
| ナポリ                     | 19,618hp | 22.2ノット | ←                   | ←         |

## 同型艦
- レジナ・エレーナ

ラ･スペリア造船所で1901年3月27日起工、1904年2月27日進水、同年6月19日竣工。1923年2月に除籍後、解体処分。
- ヴィットリオ・エマヌエーレ

カステラマーレ造船所で1901年9月18日起工、1904年10月12日進水、1908年8月1日竣工。1923年4月に除籍後、解体処分。
- ナポリ

カステラマーレ造船所で1903年10月21日起工、1905年9月10日進水、1908年9月1日竣工。1926年9月に除籍後、解体処分。
- ローマ

ラ･スペリア造船所で1903年9月20日起工、1907年4月21日進水、1908年12月17日竣工。1927年9月に除籍後、ハルクとなる。1932年に解体処分。

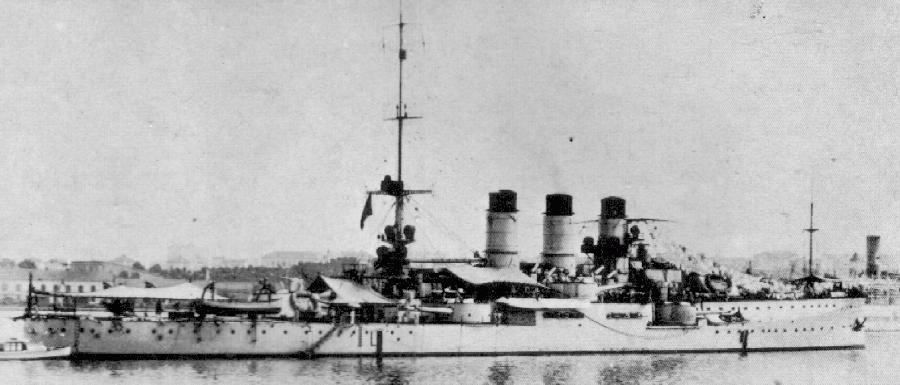
第一次大戦時にタラント港で撮られたレジナ・エレーナ
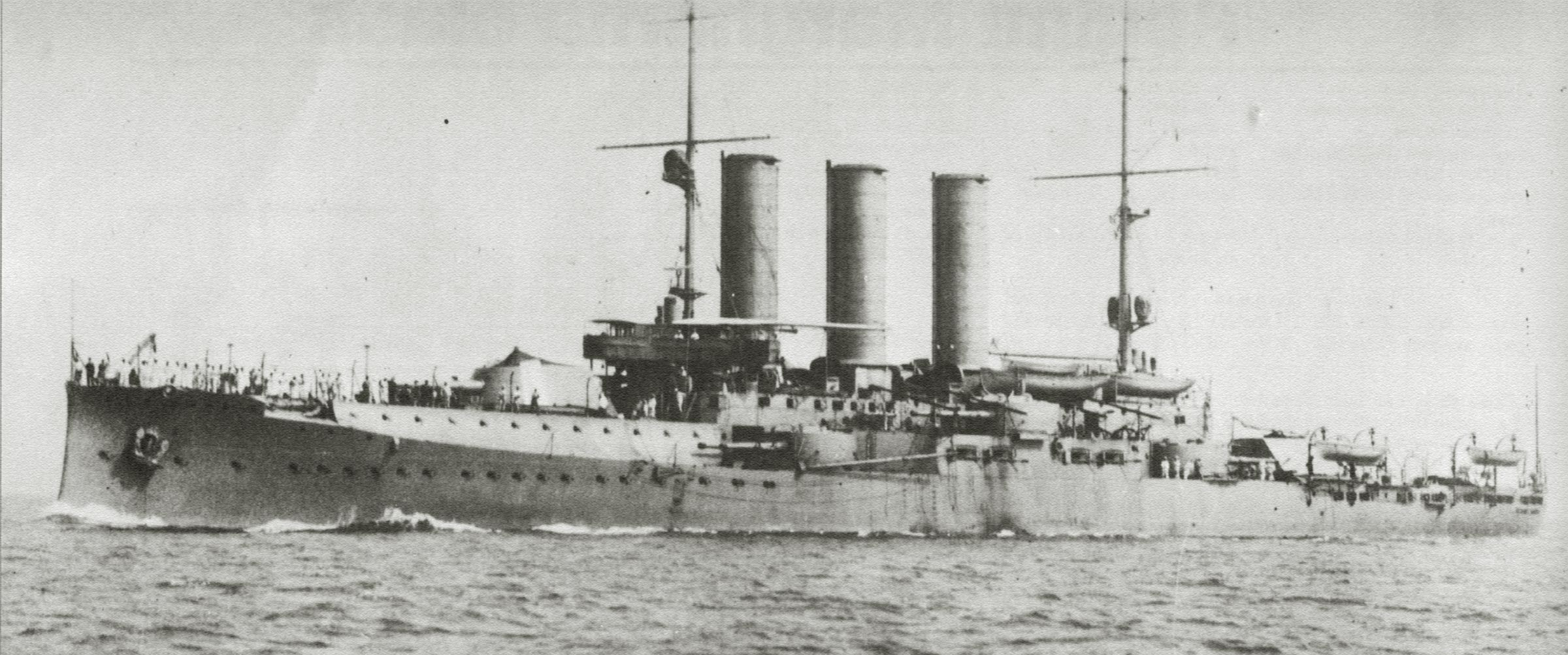
第一次大戦時のヴィットリオ・エマヌエーレ
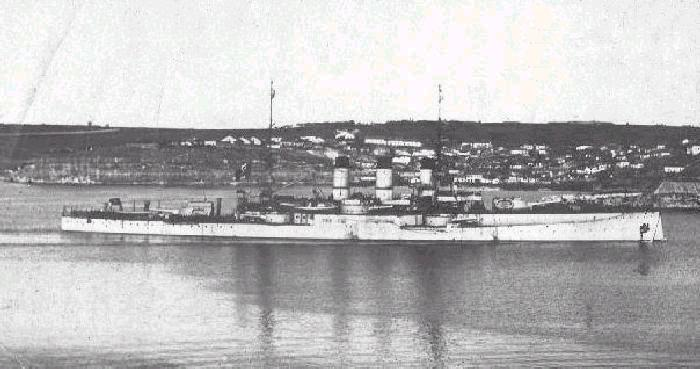
第一次大戦時のローマ

## 参考図書
- 「世界の艦船 増刊第41集　イタリア戦艦史」（海人社）
- 「Conway All The World's Fightingships 1906–1921」（Conway）